# 羅相
羅相（？—1615年），號澄溪，江西南昌府新建縣人，明朝政治人物。

## 生平
萬曆四年（1576年）丙子科江西鄉試鄉試舉人。萬曆二十年（1592年），登壬辰科第三甲第一百三十一名進士。工部觀政，三月擔任浙江會稽縣知縣，二十七年升兵部主事，三十四年升兵部員外郎，三十六年给假。三十九年考察，四十年降两淮運判，四十三年卒。

## 家族
曾祖羅秉正；祖父羅鍾；父羅潛。